# Mixomelia sinica
Mixomelia sinica là một loài bướm đêm trong họ Noctuidae, được Hampson miêu tả khoa học lần đầu tiên.